# Konstrock

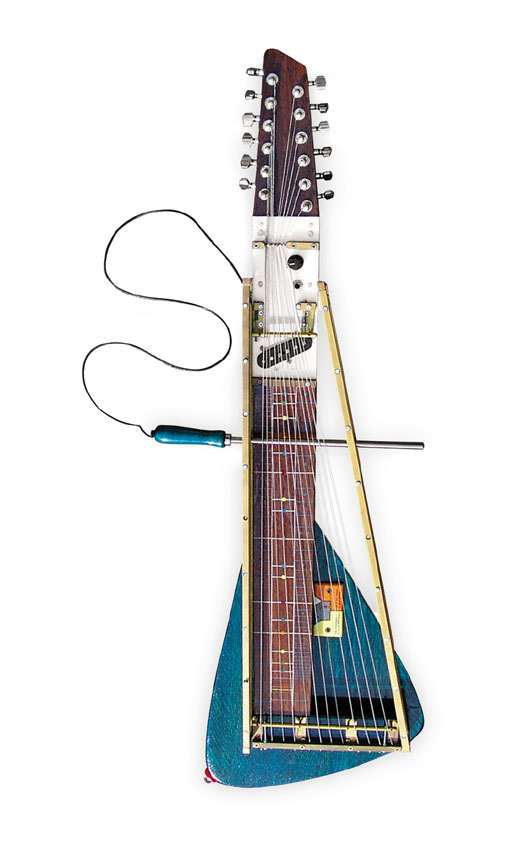
Moodswinger, 2006, Yuri Landman, Liars

Konstrock (eng: art rock; ibland artrock på svenska) är en subgenre inom rockmusiken med experimentella eller avantgardistiska influenser. Begreppet konstrock har tydliga likheter med begreppen progressiv rock och symfonirock, men är än mindre väldefinierat. Konstrock definierar nämligen inte vad musiken i genren ska vara, utan kan appliceras på allt som kan anses nyskapande eller konstnärligt. Andra närstående begrepp är den tyska krautrocken.

## Exempel på artister
Många av dessa artister tillhör olika genrer, men har det gemensamt att de kan sägas vara konstrock.

- Apocalyptica
- Björk
- Kate Bush
- David Bowie[3][4]
- Captain Beefheart
- Cream
- Celtic Frost
- Karin Dreijer Andersson
- Emerson, Lake and Palmer
- Brian Eno
- Robert Fripp
- Focus
- Peter Gabriel
- Genesis
- Haggard
- Peter Hammill
- Steve Hillage
- King Crimson
- Kraftwerk
- Laibach
- Joni Mitchell
- Meshuggah
- Muse
- Opeth
- Pink Floyd[5]
- Primus
- Lou Reed
- Roxy Music[3][4]
- Patti Smith
- Sonic Youth
- Sunn O)))
- System Of A Down
- Talking Heads
- Tangerine Dream
- Television
- Therion
- Tool
- Twice A Man
- Type O Negative
- Univers Zéro
- Van der Graaf Generator
- Vanilla Fudge
- Velvet Underground
- The Who
- Yes
- Frank Zappa
- John Zorn

## Källhänvisningar
1. ↑  Artrock.se. Läst 4 september 2014.
2. ↑  Millroth, Thomas (2009-05-26): "Riktig konstrock". Arkiverad 24 september 2015 hämtat från the Wayback Machine. Sydsvenskan.se. Läst 4 september 2014.
3. 1 2  Sandell, Ralf (2013-11-20): "Recension: Konstrock bland discokulor". Arkiverad 4 september 2014 hämtat från the Wayback Machine. Hfi.fi. Läst 4 september 2014.
4. 1 2  "i korthet – electro, opera, jazz, blues, rock och Bollywood". Musikindustrin.se. Läst 4 september 2014.
5. ↑  Hellqvist, Pierre (2007-12-18): "Sveriges Televisions rockavdelning, titta hit". Sonicmagazine.com. Läst 4 september 2014.